# Pierre le Vénérable
Pierre-Maurice, dit Pierre de Montboissier, plus connu sous le nom de Pierre le Vénérable, est né à  Montboissier, Auvergne, lieu-dit de la commune de Brousse (Puy-de-Dôme) en 1092 ou 1094, et mort le 25 décembre 1156 à l'abbaye de Cluny. Il est, du 22 août 1122 au 25 décembre 1156, le neuvième abbé de Cluny. Reconnu bienheureux par l'Église catholique, il est fêté le 25 décembre.
Son épithète de Vénérable, qui lui est attribuée dès la fin du XIIe siècle, vient de ce que, bien qu'il ne fût pas canonisé, il fut considéré comme un saint à l’intérieur de l'ordre clunisien, eu égard à son idéal d'équilibre et de modération.

## Biographie

### Famille
Pierre le Vénérable est le descendant de deux lignages, les Montboissier et les Semur, qui ont joué chacun un rôle clé dans l'histoire de l'ordre de Cluny, en 1092 ou en 1094, en Auvergne.
Fils de Pierre-Maurice de Montboissier et de Raingarde de Semur, il est le frère d'Héraclius de Montboissier, archevêque de Lyon, de Ponce de Montboissier, abbé de Sainte-Marie-Madeleine de Vézelay, de Jordan de Montboissier, abbé de l'abbaye de la Chaise-Dieu, d'Armand de Montboissier, abbé de Manglieu, et d'Eustache de Montboissier, abbé de Mozac.
Par sa mère, Pierre le Vénérable est le petit-neveu d'Hugues Ier de Cluny et le neveu d'Hugues II de Semur, les 6e et 8e abbés de Cluny (Hugues Ier étant aussi le fondateur de Marcigny).
Il est aussi l'arrière-petit-fils d'Hugues Maurice de Montboissier, surnommé « le Décousu », fondateur de l'abbaye Saint-Michel-de-la-Cluse.

### Carrière ecclésiastique
Dès l'âge de cinq ou sept ans, il entre en tant qu'oblat à l'abbaye Saint-Pierre-Saint-Paul de Sauxillanges, à la demande de son grand-oncle Hugues de Cluny, dont son oncle Hugues de Semur est le 22e prieur. Cette oblation ne nuisit visiblement ni à son développement intellectuel, ni aux liens affectifs qu'il développa avec son père, sa mère et ses frères.
Il fait profession de foi en 1109, quelques mois avant le décès d'Hugues de Cluny. Il est envoyé à Vézelay, par l'abbé de Cluny, Pons de Melgueil, vers 1113-1115, et y exerce les fonctions d'écolâtre et de prieur claustral.
À défaut de pouvoir démontrer son intervention directe, plusieurs historiens ont mis en évidence les correspondances entre les exemples moraux que l'on relève dans sa correspondance et le programme iconographique des chapiteaux de l'abbatiale romane de Vézelay,.
Il est élu abbé de Cluny le 22 août 1122 pour succéder à son oncle Hugues II de Semur, ancien prieur claustral de Marcilly, élu en avril, mais décédé trois mois plus tard, soit le 9 juillet 1122. Il restera abbé de Cluny jusqu'à sa mort en 1156.
Selon la légende, le matin de Noël, les moines découvrent que « le cadavre est devenu plus pur que le verre et plus blanc que la neige ». Cette transfiguration lui vaut d'être considéré sans délai parmi les saints, même s'il ne sera jamais canonisé.
Le 21 octobre 1122, le pape Calixte II, depuis le palais du Latran, adresse deux lettres : la première à Pierre de Montboissier pour le féliciter de son élection, et la seconde au chapitre de l'abbaye de Cluny pour lui exprimer l'approbation de ce choix.
Il voyage beaucoup et joue un rôle diplomatique important, notamment lors de l’élection pontificale lorsqu’il reconnaît en 1130 le pape Innocent II contre l’antipape Anaclet II.
Comme beaucoup de clercs de son époque, Pierre le Vénérable se montre soucieux de convertir les musulmans au christianisme. À cet égard, il commande en 1143 une traduction du Coran au traducteur anglais Robert de Ketton, considérant que pour convertir, il faut avant tout connaître. L'année de sa mort, en 1156, l'abbé de Cluny est l'auteur d'un Traité contre la secte sarrasine, dans lequel il émet des réserves sur l'efficacité des croisades pour convertir les musulmans. Selon lui, la conversion doit passer par le dialogue et la conviction intellectuelle. 
Son activité intellectuelle fait de lui un représentant de la renaissance du XIIe siècle. Il fait traduire le Coran en latin, Lex Mahumet pseudoprophete. Connu comme polémiste, il rédigera ensuite des traités pour réfuter les doctrines israélites et musulmanes.
En effet, il recommande d'établir des débats argumentés avec les théologiens des autres religions, plutôt que des croisades.

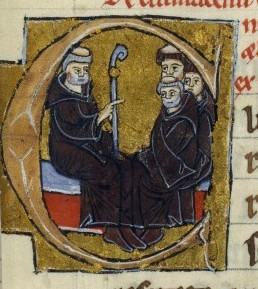
Pierre le Vénérable et des moines.

Sa devise est : « La règle de saint Benoît est subordonnée à la charité ». Les accusations de Bernard de Clairvaux (saint Bernard) contre Cluny avaient été violentes et Pierre y avait répondu avec une dignité qui lui avait assuré la victoire. Il s'est ensuite réconcilié avec Bernard dont il est devenu l'ami et parfois le charitable critique.
Quand Abélard, également dénoncé par saint Bernard, est condamné comme hérétique à être enfermé dans un couvent, Pierre le Vénérable l'accueille à Cluny comme un frère. À la mort d'Abélard, Pierre le Vénérable cède furtivement son corps à l'abbaye du Paraclet, dont Héloïse est abbesse, et rédige l'absolution plénière suivante :
« Moi, Pierre, abbé de Cluny, j'ai reçu Pierre Abélard dans le monastère de Cluny et cédé son corps, furtivement apporté, à l'abbesse et aux religieuses du Paraclet. Par autorité de Dieu tout-puissant et de tous les saints, je l'absous d'office de tous ses péchés. »
Cette absolution fut, selon la coutume d'alors, gravée au-dessus du tombeau d'Abélard par l'abbesse.
Considéré par l'historiographie du XXe siècle comme le dernier des grands abbés de Cluny, il succède à son oncle Hugues II de Semur. Il combat également l’hérésie de Pierre de Bruys.
Il réforme l'abbaye de Cluny, en proie à des difficultés financières. Il réforme le domaine seigneurial pour assurer le train de vie des moines (Dispositio rei familiaris). Les inventaires qui sont constitués (Constitutio expense cluniaci) sont une précieuse source pour les historiens, avec des données sur les rendements, les semences, les techniques agricoles… À noter le rôle essentiel d'Henri de Blois, évêque de Winchester, dans cet ouvrage.
Pierre le Vénérable est l'auteur d'un Livre des merveilles de Dieu. L'expression « Livre des Merveilles » sera reprise par d'autres voyageurs, comme Marco Polo.

### Œuvres
- Pierre le Vénérable (auteur), Jean-Pierre Torrell (traducteur et éditeur scientifique) et Denise Bouthillier (traductrice et éditrice scientifique) (trad. du latin), Livre des merveilles de Dieu (De Miraculis), Paris et Fribourg, Cerf et Éditions universitaires de Fribourg, 1992, 302 p. (ISBN 2-8271-0527-6 et 2-204-04578-0, lire en ligne).
- (la) Pierre le Vénérable (auteur) et James Fearns (éditeur scientifique), Contra Petrobrusianos hereticos., vol. 10, Turnhout, Brepols, coll. « Corpus Christianorum, Continuatio Mediævalis », 1968, 179 p. (ISBN 2-503-03102-1 et 9782-5030-3102-6, ISSN 0589-7963).
- (la) Pierre le Vénérable (auteur) et Johann Hoffmeister (éditeur scientifique), Contra Heinricianorum & Petrobrusianorum hæreses, epistolæ duæ multum nervosæ & vere catholicæ… Quibus adduntur s. Bernardi Tres sermones ac novem epistolæ, Ingolstadt, Alexandri Weissenhorn, 1546 (OCLC 493184831).
- Pierre le Vénérable (auteur) et Franz Dolveck (traducteur et éditeur scientifique) (trad. du latin), Pierre le Vénérable : chants : Carmina cum Petri Pictaviensis Panegyrico (Poèmes avec le Panégyrique de Pierre de Poitiers), Paris, Les Belles Lettres, 2014, 512 p. (ISBN 978-2-251-33653-4 et 2-251-33653-2).
- (la) Pierre le Vénérable (directeur de la publication originale), Robert de Castres (traducteur), Hermann le Dalmate (traducteur), Theodor Bibliander (Éditeur scientifique), Philippe Melanchthon (Préfacier) et Nikolaus Brylinger (éditeur technique et imprimeur) (3e édition par Nikolaus Brylinger, du Coran en langue latine donnée par Bibliander et Melanchton d'après la traduction du XIIe siècle par Pierre le Vénérable, Robert de Castres et Herman le Dalmate et imprimée pour Jean Oporin à Bâle en 1543. 3e émission avec les « Præmonitione » sous le nom de Melanchton leur véritable auteur, la 1re édition les attribuant à Luther et la 2e émission à Luther et à Melanchton.), Machumetis Saracenorum Principis, ejusque successorum vitæ, ac doctrina, ipseque Alcoran…, quæ ante annos CCCC … D. Petrus Abbas Cluniacensis per viros eruditos … ex Arabica lingua in Latinam transferri curavit, His adjunctæ sunt confutationes multorum, & quidem probatissimorum authorum, Arabum, Græcorum, & Latinorum, unà cum … Philippi Melanchthonis præmonitione, Bâle, Jean Oporin, 1543 (OCLC 863852686).
- (en) Pierre le Vénérable (directeur de la publication originale) et James Aloysius Kritzeck, Peter the Venerable and Islam, Princeton, Princeton University Press, 2015 (réimpr. 2015) (1re éd. 1964), 316 p. (ISBN 978-0-691-62490-7 et 978-1-4008-7577-1).
- (la) Pierre le Vénérable (auteur) et Yvonne Friedman (éditeur scientifique), Adversus Judeorum inueteratam duritiem, vol. 58, Turnhout, Brepols, coll. « Corpus Christianorum, Continuatio mediævalis », 1985, 220 p. (ISBN 2-503-03581-7 et 978-2-5030-3581-9, OCLC 461756167).
- Denys le Chartreux (auteur), Pierre le Vénérable (contributeur), Louis Albert Lassus (traducteur et éditeur scientifique), Michel Lemoine (éditeur scientifique) et Nathalie Nabert (préfacière) (trad. du latin), Livre de vie des recluses (De vita inclusarum), Paris, Beauchesne, coll. « Spiritualité cartusienne, textes », 2003, 122 p. (ISBN 2-7010-1446-8), p. 85-101.

### Études sur Pierre le Vénérable
- François Cucherat, Cluny au XIe siècle, son influence religieuse, intellectuelle et politique, Autun, Dejussieu, 1885, 280 p. (lire en ligne).
- Jean-Pierre Torrell et Denise Bouthillier, Pierre le Vénérable, abbé de Cluny : le courage de la mesure, Chambray-lès-Tours, C.L.D., coll. « Veilleurs de la foi », 1988, 173 p. (ISBN 2-85443-154-5 et 978-2-8544-3154-4).
- Jean-Pierre TORRELL et Denise BOUTHILLIER: Pierre le Vénérable et sa vision du monde. Sa vie, son oeuvre, lhomme et le démon. Peeters, 1986 (494 p.)
- Denyse Riche, L'ordre de Cluny à la fin du Moyen Âge : le vieux pays clunisien, XIIe – XVe siècles, Saint-Étienne, Centre Européen de Recherches sur les Congrégations, Publications de l'université de Saint-Étienne, 2000, 765 p. (ISBN 2-86272-192-1, ISSN 1242-8043, lire en ligne).
- André Vauchez, « Pierre le Vénérable », Actions culturelle et pédagogique/Commémorations nationales/recueil 2006/Vie politique et institutions, sur Archives de France, 2006 (consulté le 8 février 2016).
- Dominique Iogna-Prat, Article « Pierre le Vénérable », dans Claude Gauvard, Alain de Libera, Michel Zink (dir.), Dictionnaire du Moyen Âge, Paris, Presses Universitaires de France, 2002, p. 1106.
- Dominique Iogna-Prat, Ordonner et exclure, Cluny et la société chrétienne face à l'hérésie, au judaïsme et à l'islam. 1000-1150, Paris, Aubier, 1998. (Sur Pierre le Vénérable et l'islam, p. 332-359).
- Pierre-Félix Mandonnet, « Pierre le Vénérable et son activité littéraire contre l'islam », revue Thomiste no 1, 1893, p. 328-42.
- (en) James Kritzeck, Peter the Venerable and Islam, Princeton, Princeton University Press, 1964. Recension sur le site Persée.
- Micòl Long, « Pratiques et conceptions de l'amitié dans le recueil des lettres de Pierre le Vénérable (première moitié du XIIe siècle) », dans Amitié, un lien politique et social en Allemagne et en France, XIIe – XIXe siècles hg. von / éd. par Bertrand Haan, Christian Kühne, discussions 8, en ligne sur perspectivia.net.

### Autres travaux
- Viviane Huys Clavel, Image et discours au XIIe siècle. Les chapiteaux de la basilique Sainte-Marie-Madeleine à Vézelay, Paris, L'Harmattan, 2009, 278 p. (ISBN 978-2-296-10497-6, lire en ligne).
- Agnès Gerhards, L'abbaye de Cluny, Bruxelles, Éditions Complexe, 1992, 143 p. (ISBN 2-87027-456-4).
- Robert Lafont, Prémices de l'Europe, Cabris, Éditions Sulliver, 2007, 261 p. (ISBN 978-2-35122-028-3, lire en ligne).
- (en) Robert Mills, Seeing Sodomy in the Middle Ages, Chicago, University of Chicago Press, 2015, 398 p. (ISBN 978-0-226-16912-5, lire en ligne).
- Ulysse Robert, Étude sur les actes du pape Calixte II, Paris, Victor Palmé, 1874 (lire en ligne).
- Raymond Oursel, Une manipulation historique ? Le « schisme » clunisien de 1125, article paru dans la revue Images de Saône-et-Loire no 148 de décembre 2006, pp. 20–23.